# Rock nacional (álbum de Arkangel)
Rock Nacional es el segundo álbum de la banda venezolana de heavy metal y hard rock Arkangel. Se publicó en el año 1982 y contiene 9 canciones. Los 4 primeros temas acompañados de una presentación (LADO A), fueron grabados en vivo, en un concierto en la ciudad de Caracas, el 28 de febrero de 1982. Publicado en formato LP. Y es el segundo de los 3 álbumes grabados con el sello discográfico Corporación Los Ruices (Color). 

## Lista de canciones
Rock Nacional
En Concierto
- 01-Presentación (voz de Alfredo Escalante)
- 02-Rock nacional
- 03-Libertad
- 04-El rockero
- 05-Zombie

En Estudio
- 06-Rey dinero
- 07-Calles violentas (de la gran ciudad)
- 08-El viaje (sin regreso)
- 09-Castillos sobre el mar
- 10-Procesión de Satanás

## Músicos
- Paul Gillman - Vocalista
- Freddy Marshall - Guitarras y coros
- Giancarlo Picozzi - Guitarras y coros
- Giorgio Picozzi - Batería
- Breno Díaz - Bajo y coros

## Detalles técnicos
- Estudio de grabación: Intersonido, Caracas, Venezuela.
- Ingenieros de grabación y mezclas: Elmar Leal (Audiorama) (En Concierto), y Michael Chazet.
- Concepto de la carátula: Arkangel.
- Arte y Diseño: Grafi-Record.
- Fotografías: Micky Mata, y El Duende.
- Ilustraciones (Parte Interna), y Textos: Alfredo Escalante
- Producción: Corporación Los Ruices, y Alfredo Escalante